# Війна у натовпі
«Війна у натовпі» — збірка спогадів Дмитра Корчинського, яка є своєрідним репортажем автора з елементами нарису, історичних екскурсів, філософських спостережень про події 1980-х та 1990-х років в Україні, Придністров’ї, Абхазії, Чечні, Білорусі та інших гарячих точках.

## Автори
Книга складається зі спогадів Дмитра Корчинського, полковника Боровця, Валерія Бобровича («Устим»), Славка, Аноніма, хорунжого Вашека, ройового Явора, Олександра Музичка («Білий»), ройового Шкіпера, Владислава Доща та Олександра Поліщука про деякі військові конфлікти 1990-х років (Абхазія, Придністров'я, Чечня, Югославія), про побут радянської армії кінця 80-х, про деякі події в Україні, а також про радянський контингент у В'єтнамі в 1970-х, учасником якого був Валерій Бобрович.

Друге видання (Залізний тато, 2020)

## Сюжет
|                      | За жанром це — репортаж з елементами нарису, історичних екскурсів, філософських спостережень. Текст — жорсткий, часом — жорстокий. Та хіба може бути лагідною ще не охолола вулканічна лава? Можна погоджуватись чи не погоджуватись з авторами та їхніми поглядами і підходами. Але не можна не прагнути дізнатися, як воно було насправді. Бо ж інакше ми приречені на нове коло брехні і фарисейства, цензури зовнішньої і внутрішньої. |
| — йдеться в анотації | |

Книга дихає гарячим повітрям подій на зламі епох — розпаду Радянського Союзу, народження незалежних держав і конфліктів, що розгоралися внаслідок краху могутньої і хворої імперії. Без пафосу і прикрас розповідають автори книги про свою участь у боях та заворушеннях у Придністров’ї, Абхазії, Чечні, Білорусі та інших гарячих точках новітньої історії.

## Видання
Книга вперше видана в 1999 році видавничим домом «Амадей», вдруге — видавництвом «Залізний тато» у 2020 році.